# Маундсвилл (Западная Виргиния)
Маундсви́лл — город в округе Маршалл, штат Западная Виргиния, США, центр округа.

## История
Первые поселенцы в районе будущего города появились в 1771 году. Это были братья Джозеф, Самуэль и Джеймс Томлинсоны, построившие хижину рядом с устьем реки Грейв-Крик. В 1798 году Джозеф основал расположенный рядом Элизабеттаун, назвав город в честь своей жены. Элизабеттаун был инкорпорирован в 1830 году и стал окружным центром, после образования округа Маршал. Собственно Маундсвилл был основан в 1832 году около курганного захоронения Грейв-Крик (англ. Grave Creek Mound), созданного индейцами Адена между 250 и 150 годами до нашей эры. В 1866 году Элизабеттаун и Маундсвилл объединились, приняв общее название Маундсвилл.
К местным достопримечательностям относится тюрьма штата Западной Виргинии (англ. West Virginia State Penitentiary), располагавшаяся в готическом здании с 1867 по 1995 год и, так называемый, Грейв Крикский камень, артефакт с надписями, обнаруженный при раскопках в 1838 году.

## География
Город расположен на реке Огайо на севере штата Западная Виргиния.
Общая площадь города 8,7 квадратных километров, из них 7,54 км² земель и 1,17 км² вода.

## Климат
Климат города характеризуется как субтропический муссонный. Осадки относительно равномерны в течение года.
| Показатель                    | Янв. | Фев. | Март | Апр. | Май | Июнь | Июль | Авг. | Сен. | Окт. | Нояб. | Дек. | Год |
| ----------------------------- | ---- | ---- | ---- | ---- | --- | ---- | ---- | ---- | ---- | ---- | ----- | ---- | --- |
| Средний суточный максимум, °C | 4    | 6    | 12   | 19   | 24  | 28   | 30   | 29   | 26   | 19   | 13    | 6    | 18  |
| Средний суточный минимум, °C  | −7   | −6   | −1   | 4    | 9   | 14   | 17   | 16   | 12   | 6    | 1     | −3   | 5,2 |
| Норма осадков, мм             | 80   | 58   | 86   | 91   | 109 | 112  | 109  | 100  | 81   | 69   | 86    | 79   | 106 |

## Демография
По состоянию на 2010 год по данным переписи населения США в городе Маундсвилл численность населения составляла 9318 человек, насчитывалось 4016 домашних хозяйств и 2445 семей. Плотность населения составляла 1236,3 человек на км². Плотность размещения домовладений — 591,5 на км².
Расовый состав: 97,5 % белые, 1,1 % латинос, 0,8 % чернокожие, 0,2 % коренных американцев, 0,4 % азиаты, 0,2 % другие расы, 0,9 % потомки двух и более рас.
По состоянию на 2000 год, медианный доход на одно домашнее хозяйство составлял $23 107, доход на семью $30 534. У мужчин средний доход $26 242, а у женщин $19 348. Средний доход на душу населения $13 997. 18,1 % семей или 22,4 % населения находились ниже порога бедности, в том числе 33,2 % молодёжи младше 18 лет и 15,5 % взрослых в возрасте старше 65 лет.